# 500 lire "San Giovanni Bosco"
La 500 lire "San Giovanni Bosco" è una moneta commemorativa in argento dal valore nominale di 500 lire emessa dall'Istituto Poligrafico e Zecca dello Stato nel 1988 in occasione del centenario della scomparsa di San Giovanni Bosco. Tale moneta venne coniata appositamente per essere inserita solo ed esclusivamente nella serie divisionale annuale di quell'anno.

## Dati tecnici
Al dritto è riprodotto il ritratto di San Giovanni Bosco, nel giro è riportata la scritta "REPUBBLICA ITALIANA" e sotto il ritratto il nome dell'autore "SOCCORSI".
Al rovescio è riportato al centro un'allegoria dello studio e del lavoro con la relativa leggenda circolare "STUDIO E LAVORO". Nel campo, a sinistra, il millesimo "1988" e a destra, il segno di Zecca "R". In esergo, il valore della moneta "L 500".
Nel contorno, in rilievo è riportata la scritta "SAN GIOVANNI BOSCO 1888 – 1988". Il diametro della moneta è di 29 mm mentre il peso è di 11 g. Il titolo dell'argento è di 835/1000.
La moneta, così come l'intera serie divisionale in cui è inserita, è presentata nella duplice versione fior di conio e fondo specchio, rispettivamente in 51.050 e 9.000 esemplari.